# Van Biesbroeck (Mondkrater)
Van Biesbroeck ist ein kleiner Einschlagkrater auf der nordwestlichen Mondvorderseite, am südlichen Rand des Kraters Krieger, diesen teilweise überdeckend.
Der Krater wurde 1976 von der IAU nach dem belgisch-amerikanischen Astronomen George Van Biesbroeck offiziell benannt.